# 6924 Fukui
6924 Fukui eller 1993 TP är en asteroid i huvudbältet som upptäcktes den 8 oktober 1993 av de båda japanska astronomerna Kazuro Watanabe och Kin Endate vid Kitami-observatoriet. Den är uppkallad efter den japanske kemisten och nobelpristagaren Kenichi Fukui.
Asteroiden har en diameter på ungefär 30 kilometer och den tillhör asteroidgruppen Cybele.